# Trainer
Trainer es un borough ubicado en el condado de Delaware en el estado estadounidense de Pensilvania. En el año 2000 tenía una población de 1,901 habitantes y una densidad poblacional de 695 personas por km².

## Geografía
Trainer se encuentra ubicado en las coordenadas 39°49′43″N 75°24′13″O / 39.82861, -75.40361

## Demografía
Según la Oficina del Censo en 2001 los ingresos medios por hogar en la localidad eran de $34,250 y los ingresos medios por familia eran $45,625. Los hombres tenían unos ingresos medios de $39,293 frente a los $26,719 para las mujeres. La renta per cápita para la localidad era de $15,753. Alrededor del 16.5% de la población estaba por debajo del umbral de pobreza.